# Ligue canadienne de hockey féminin
La Ligue canadienne de hockey féminin ou LCHF (en anglais, Canadian Women's Hockey League ou CWHL) était une ligue de hockey sur glace féminin qui a fonctionné entre 2007 et 2019, et l'une des deux grandes ligues majeures de hockey sur glace féminin d'Amérique du Nord avec la Ligue nationale de hockey féminin ou LNHF (en anglais, National Women's Hockey League - NWHL). 
Elle a été créée en 2007 et elle paie ses joueuses depuis la saison 2017-2018. Le 31 mars 2019, à travers un communiqué officiel par l'intermédiaire du site internet de la ligue, la LCHF annonce sa dissolution au 1er mai 2019 pour raisons financières .

## Histoire de la ligue

### Premières saisons et extensions (2007-2012)
La Ligue canadienne de hockey féminin est fondée en 2007 après l'échec financier et la fermeture de la Ligue nationale de hockey féminin (1999-2007). La Ligue possède à l'époque sept équipes au Canada : cinq en Ontario et deux au Québec. Trois de ces équipes (Montréal, Brampton et Toronto) sont des anciennes équipes de la Ligue nationale de hockey féminin fermée en 2007.
À l'époque, le travail de création est initié par un groupe de joueuses (Jennifer Botterill, Lisa-Marie Breton-Lebreux, Allyson Fox, Kathleen Kauth, Kim McCullough et Sami Jo Small) avec l'aide d'un groupe de volontaires appartenant au milieu entrepreneurial. Basée sur le modèle de la Ligue Nationale de Lacrosse, la LCHF se fonde comme une entreprise à but non lucrative, ne fournissant pas de salaires mais prenant en charge les frais de transports, de location de glace, d'uniforme et d'équipement.
En 2007, Hockey Canada, qui organise le tournoi Esso women's hockey nationals où est remis la Coupe Clarkson, annonce une nouvelle formule. Les deux meilleures équipes de la saison régulière de la WWHL affronteront les deux meilleures équipes de la saison régulière de la LCHF . Mise en œuvre pour la première fois à l'issue de la saison 2008-2009, cette formule va évoluer jusqu'à la disparition de la WWHL en 2011. La Coupe Clarkson devient alors la récompense remise à l'issue des séries éliminatoires de la LCHF.   
En 2010, le premier repêchage d'entrée de la ligue a lieu le 12 août à Toronto, au Temple de la renommée. La championne olympique Tessa Bonhomme est repêchée en première position par les Furies de Toronto. Également la même année la ligue s’agrandit avec l'ajout d'une nouvelle équipe d'expansion : les Blades de la ville de Boston aux États-Unis. Une demande est faite pour un parrainage de la Ligue nationale de hockey (LNH)  mais n'aboutit pas.
Pour la saison 2011-2012, la ligue ajoute une nouvelle équipe d'expansion : Alberta (LCHF). Cette nouvelle équipe basée à Calgary est une combinaison des anciennes franchises WWHL Chimos d'Edmonton et Rockies de Strathmore. La même saison, la finale de la Coupe Clarkson attire plus de 5 000 supporters et se déroule aux chutes du Niagara, en Ontario.

### Partenariats avec la LNH et développement en Chine (2012-2018)
Dès les débuts de la saison 2012-2013, les Toronto furies annoncent un partenariat avec les Maple Leafs de Toronto, permettant d'obtenir des fonds financiers pour les entraineurs, l'équipement et les dépenses de transport. L'équipe d'Alberta annonce le même type de partenariat avec les Flames de Calgary et transitionne vers son nom actuel des Inferno de Calgary .
La saison 2014-2015 marque l'histoire de la ligue avec l'organisation du tout premier match des étoiles, tenu au Centre Air Canada avec pratiquement 7 000 personnes dans le public. Les capitaines sont la gardienne Charline Labonté (Stars de Montréal) et l'attaquante Jessica Campbell (Inferno de Calgary).
Avant la saison 2015-2016, la LCHF annonce un troisième partenariat avec la LNH entre les Stars de Montréal et les Canadiens de Montréal, qui entraîne le changement de nom vers les Canadiennes de Montréal. Cette même année, trois membres de l'équipe canadienne qui a remporté la médaille d'or à Sotchi sont sélectionnées au repêchage de la ligue : Marie-Philip Poulin par Les Canadiennes, Brianne Jenner et Hayley Wickenheiser par Calgary . 
En 2016, un partenariat est signé entre la LCHF et la LNH, plus précisément les Sénateurs d'Ottawa, afin que les séries éliminatoires et la finale de la Coupe Clarkson se jouent dans la patinoire d'Ottawa. C'est la première fois que la finale est jouée sur une patinoire de LNH.
Durant l'inter-saison la ligue se développe dans une direction inédite en intégrant deux nouvelles équipes, basées en Chine : Vanke Rays et Red Star Kunlun basées à Shenzhen. Cela s'intègre à la politique globale de la Chine visant à développer le hockey avant les Jeux olympiques d'hiver devant se dérouler à Beijing. De plus, le Thunder de Brampton déménage à Markham, changeant de nom et d'infrastructure. Mais le plus grand changement se situe sur le plan financier, puisque la ligue propose pour la première fois des salaires à ses joueuses avec un plafond maximum par équipe de 100 000 dollars et un salaire compris entre 2 000 et 10 000 dollars selon les joueuses .

### Retour à six équipes ( 2018 - 2019)
Le 16 juillet 2018, il est annoncé que la ligue repasse à six équipes pour la saison 2018-2019, en regroupant les deux équipes chinoises basées toutes deux à Shenzhen. L'équipe restante est le Red Star Kunlun (renommée Shenzhen KRS Vanke Rays ), qui absorbe les Vanke Rays. La transition vers un modèle à six équipes a pour but de mieux gérer les coûts de déplacement et le repos des joueuses, en condensant moins de matchs lors des séjours en Chine et facilitant la coordination pour les Red Star .
En décembre 2018, la LCHF conclue avec Sportsnet, Sportsnet ONE et Sportsnet NOW le premier grand partenariat de diffusion télévisuelle de hockey féminin professionnelle. Intitulée le « CWHL Weekend », l’évènement comprend la diffusion de deux matchs dans le week-end, une confrontation entre Toronto et Montréal au Complexe sportif Bell puis entre Calgary et Markham, respectivement leader de la saison et champion en titre de la Coupe Clarkson . Les diffuseurs vont également retransmettre le match des étoiles 2019 et la finale de la Coupe Clarkson 2019. Cette dernière est remportée le 24 mars par Calgary , devant plus de 175 000 spectateurs, nouveau record de spectateurs. 
Pourtant, le 31 mars suivant, la ligue annonce  à travers un communiqué officiel sa dissolution prévue le 1er mai 2019 en raison de problématiques financières. De nombreuses joueuses, déjà présentes en Finlande pour le championnat du monde 2019, réagissent à travers les réseaux sociaux, tout comme le staff des équipes respectives. Surpris par cette annonce au vu de difficultés qui ne semblaient pas avoir filtrées auparavant, ces dernières se retrouvent avec la LNHF comme unique alternative ,.
Laissant le paysage vide pour les joueuses canadiennes, cette dernière annonce le 2 avril suivant qu'elle considère investir auprès de deux nouvelles franchises à Toronto et Montréal, sans préciser si les équipes des Furies et des Canadiennes seront reprises ou de nouvelles équipes créées . Le 5 avril, l'investisseur Graeme Roustan (propriétaire du journal The Hockey News) annonce son souhait de reprendre la LCHF, si le conseil d’administration démissionne dans sa totalité. Graeme est un des premiers investisseurs de la ligue, qui a retiré son appui en novembre 2018 à cause d'une absence de transparence du conseil d'administration sur le budget .

## Équipes de la saison 2018-2019
- Furies de Toronto (Ontario, Canada) ;
- Canadiennes de Montréal (Québec, Canada), auparavant les Stars de Montréal ;
- Inferno de Calgary (Alberta, Canada), auparavant l'équipe d'Alberta ;
- Shenzhen KRS Vanke Rays (Shenzhen, Guangdong, Chine) ;
- Thunder de Markham (Ontario, Canada) ;
- Blades de Worcester (Massachusetts, États-Unis).

## Anciennes équipes

Ancien logo de la LCHF

- Senators d'Ottawa (Ontario, Canada), auparavant les Capital Canucks d'Ottawa (2007-2010) ;
- Flames de Vaughan (Ontario, Canada) (2007-2010) ;
- Chiefs de Mississauga (Ontario, Canada) (2007-2010);
- Phénix du Québec (Montréal, Canada) (2007-2008) ;
- Barracudas de Burlington (Ontario, Canada) (2007-2012) ;
- Thunder de Brampton (Ontario, Canada) (2007-2017);
- Vanke Rays (Shenzhen, Chine) (2017-2018) ;
- Blades de Boston (Massachusetts, États-Unis) (2010-2018).

## Commissaires de la LCHF
Le commissaire est le poste le plus important de la ligue, il a un rôle de conseiller auprès du conseil d'administration et des gouverneurs mais ne détient pas un pouvoir de vote au sein de celui-ci. Il a pour rôle de mettre en œuvre la politique de la Ligue, en matière de développement économique et logistique, de partenariat, de consolidation et développement du hockey féminin etc. 
De 2007 à 2018, Brenda Andress a été la première commissaire de la LCHF. Elle a notamment participé à la création de quatre partenariat entre des clubs de la LCHF et de la LNH, signé un partenariat avec un diffuseur canadien, inauguré des événements tels que le Repêchage de la LCHF, le Match des étoiles et le Gala des Récompenses et participé à l'expansion de la ligue à Calgary, Boston ainsi qu'en Chine. En attendant de nommer un nouveau commissaire, le conseil d'administration remet le poste de façon intérimaire à Jayna Hefford le 1er août 2018  qui assurera sa mission jusqu'à la dissolution de la ligue.

## Vainqueurs des championnats
| Saisons   | Vainqueurs série éliminatoire | Vainqueurs saison régulière      | Meilleures compteuses                    |
| --------- | ----------------------------- | -------------------------------- | ---------------------------------------- |
| 2007–2008 | Thunder de Brampton           | Stars de Montréal (47)           | Jennifer Botterill (61)                  |
| 2008–2009 | Stars de Montréal             | Stars de Montréal (49)           | Jayna Hefford (69)                       |
| 2009–2010 | Whitecaps du Minnesota        | Stars de Montréal (48)           | Sabrina Harbec (55)                      |
| 2010–2011 | Stars de Montréal             | Stars de Montréal (46)           | Caroline Ouellette (69)                  |
| 2011–2012 | Stars de Montréal             | Stars de Montréal (51)           | Meghan Agosta (80)                       |
| 2012–2013 | Blades de Boston              | Blades de Boston (39)            | Meghan Agosta (46)                       |
| 2013–2014 | Furies de Toronto             | Stars de Montréal (42)           | Ann-Sophie Bettez (40)                   |
| 2014–2015 | Blades de Boston              | Blades de Boston (35)            | Rebecca Johnston (37)                    |
| 2015–2016 | Inferno de Calgary            | Les Canadiennes de Montréal (42) | Marie-Philip Poulin (46)                 |
| 2016–2017 | Les Canadiennes de Montréal   | Inferno de Calgary (40)          | Jess Jones (37) Marie-Philip Poulin (37) |
| 2017–2018 | Thunder de Markham            | Les Canadiennes de Montréal (45) | Kelli Stack (49)                         |
| 2018–2019 | Inferno de Calgary            | Inferno de Calgary (47)          | Marie-Philip Poulin (50)                 |

## Saisons par saisons

### Saison 2007-2008
Lors de la première saison de la ligue, les Stars de Montréal gagnent vingt-trois de leurs trente matchs de la saison régulière et terminent au premier rang du classement. Les Stars remportent le championnat de la saison régulière mais perdent en séries éliminatoires devant les Chiefs de Mississauga. C'est finalement le Thunder de Brampton qui remporte les séries éliminatoires le 22 mars 2008, par le pointage de 4-3 dans le match de la finale contre Mississauga. Molly Engstrom marque le but gagnant lors de la prolongation.
Lori Dupuis est élue la joueuse la plus utile pour la saison alors que Jennifer Botterill remporte le trophée Angela James pour la meilleure compteuse ; elle est également élue meilleure joueuse offensive de la LCHF. Becky Kellar est élue meilleure joueuse défenseure, Kim St-Pierre meilleure gardienne de but et Marie-Philip Poulin recrue par excellence de l'année. Cette dernière commence sa saison à seulement 16 ans, avec une série de 8 matchs à points comprenant un total de 15 buts. 

### Saison 2008-2009

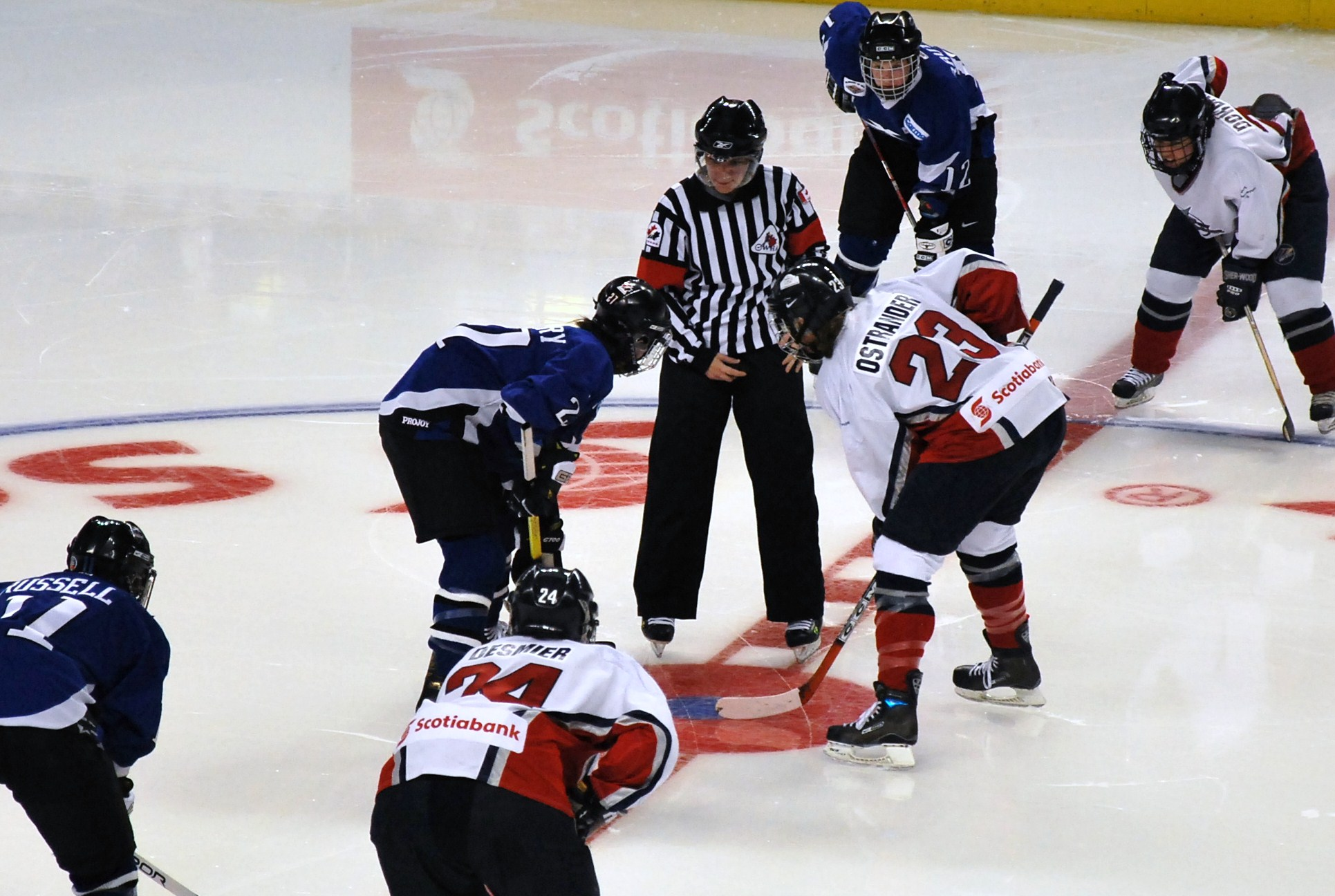
Brampton contre Calgary - Mars 2009

Pour la saison 2008-2009, une seule division de six équipes est désormais formée. Les Stars de Montréal remportent le championnat de la saison régulière, établissant un record de la ligue avec vingt-cinq victoires, quatre défaites et un match nul. De plus, les Stars gagnent la Coupe Clarkson, trophée désormais remis à l'équipe championne des deux grandes ligues majeures de hockey féminin en Amérique du Nord. La Coupe Clarkson est remportée en battant les Whitecaps du Minnesota de la WWHL en match de finale. Sabrina Harbec marque le but gagnant, pour un score final de 3-1 pour les Stars de Montréal.
À la fin de la saison, Caroline Ouellette est élue la joueuse la plus utile et Jayna Hefford remporte le trophée Angela James avec un nouveau record de soixante-neuf points. Elle est également élue meilleure joueuse offensive de la ligue. Becky Kellar est de nouveau élue comme meilleure joueuse défenseur, Kim St-Pierre est de nouveau élue meilleure gardienne et Laura Hosier est élue la nouvelle recrue par excellence de la LCHF.

### Saison 2009-2010
Les Stars de Montréal répètent de nouveau leur conquête du championnat en saison régulière. Lors de la Coupe Clarkson 2010, elles sont éliminées à la suite d'une défaite 3-2, le 27 mars 2010, dans un match serré contre le Thunder de Brampton. Ce sont finalement les Whitecaps du Minnesota de la Ligue féminine de hockey de l'Ouest qui remportent la Coupe Clarkson contre le Thunder.
Sabrina Harbec remporte le Angela James Bowl comme la meilleure joueuse et elle est également élue la meilleure joueuse offensive. Sa coéquipière Annie Guay est élue la meilleure joueuse défenseure tandis que Laura Hosier est élue la meilleure gardienne de but. Danielle Blanchard est la recrue de l'année.

### Saison 2010-2011

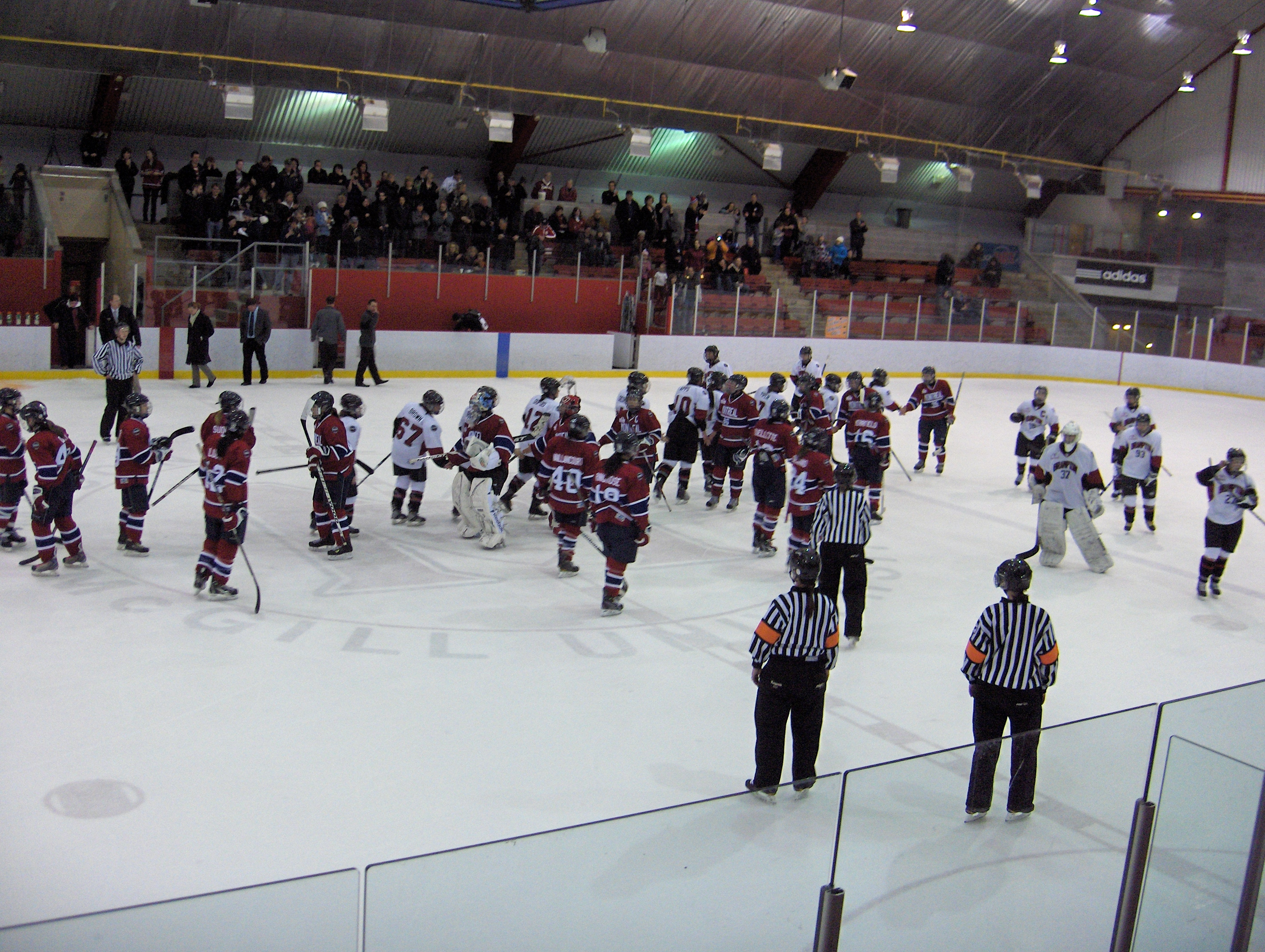
Les matchs opposant le Thunder de Brampton aux Stars de Montréal se déroule à l'aréna McConnell de l'Université McGill

Le premier repêchage d'entrée de la LCFH se tient avant le début de la saison 2010-2011, à Toronto, le 12 août 2010. C'est également la quatrième saison dans l'histoire de la ligue avec l'ajout d'une nouvelle équipe d'expansion : les Blades de la ville de Boston aux États-Unis.
Les quatre premières équipes au classement de la saison régulière se rencontrent dans une série de deux matchs, les 11 et 12 mars 2011. La première équipe au classement rencontre la deuxième, et la troisième équipe au classement affronte la quatrième.
Les Stars de Montréal remportent le championnat de la ligue.  Les Blades de Boston sont éliminées et ne pourront participer au tournoi de la Coupe Clarkson. Les équipes de Montréal, Brampton, Toronto participeront à la coupe Clarkson avec les Whitecaps du Minnesota l'équipe remportant le championnat dans la dernière saison régulière de la Ligue féminine de hockey de l'Ouest (WWHL).

### Saison 2011-2012
La saison 2011-2012 est la cinquième saison dans l'histoire de la ligue avec l'ajout d'une nouvelle équipe d'expansion : Alberta (LCHF). Cette nouvelle équipe basée à Calgary est une combinaison des anciennes franchises WWHL Chimos d'Edmonton et Rockies de Strathmore. L'équipe de l'Alberta joue la moitié des matchs requis étant donné l'éloignement géographique et les problèmes de transport. Les points sont ajustés en conséquence avec les autres équipes.
Les quatre premières équipes du championnat sont qualifiées pour la Coupe Clarkson: Montréal, Boston, Brampton et Toronto. Le tournoi se déroule au Centre Gale à Niagara Falls (Ontario) du 22 au 25 mars. Les deux meilleures équipes du tournoi, les Stars de Montréal et le Thunder de Brampton s'affrontent en finale le 25 mars. La finale de la Coupe est télévisée sur le Réseau des sports RDS (en français) et sur TSN2 (en anglais). Les Stars gagnent 4-2 sur le Thunder de Brampton et remportent la Coupe Clarkson,,. 

### Saison 2014-2015

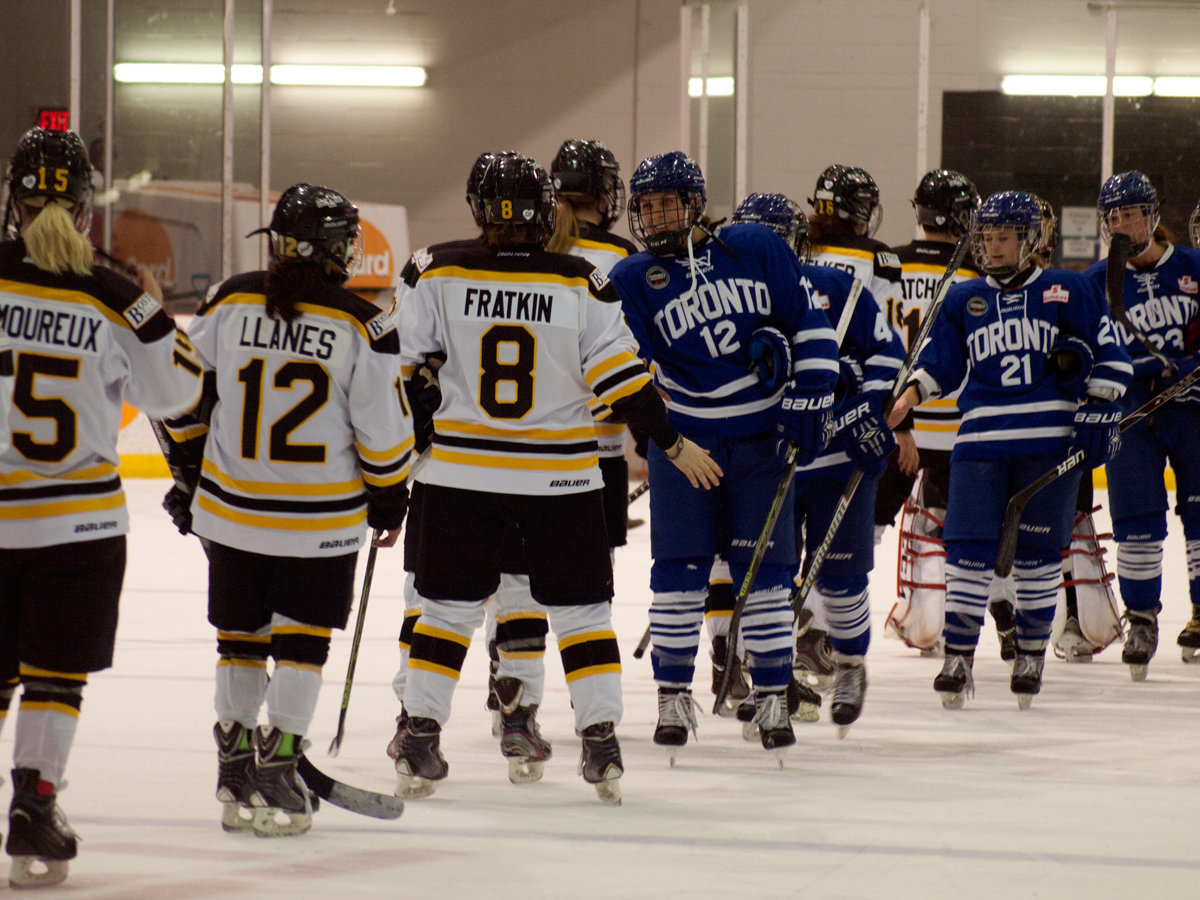
Furies de Toronto contre les Blades de Boston - Février 2015

### Saison 2017-2018
Le grand changement cette saison se situe sur le plan financier, puisque la ligue propose pour la première fois des salaires à ses joueuses, 10 ans après le lancement de la LCHF . C'est également le temps de l'expansion vers la Chine puisque la ligue accueille deux nouvelles franchises, le HC Red Star Kunlun et les Vanke Rays. De plus, durant l'intersaison le Thunder de Brampton est relocalisé à 36km, sur la commune de Markham, pour devenir le Thunder de Markham . 
Cette année là, le match des étoiles n'est pas disputé puisque 21 joueuses de la LCHF sont sélectionnées par leur équipe nationale en vue des Jeux olympiques d'hiver qui prennent place du 11 au 20 février 2018 .
C'est également la dernière saison de la commissaire Brenda Andress qui a exercé de 2007 à 2018 .

### Saison 2018-2019
La saison 2018-2019 est la douzième saison de la LCHF, elle voit son format de nouveau réduit à six équipes avec la fusion des équipes Vanke Rays et HC Red Star Kunlun sous le nom des Shenzhen KRS Vanke Rays . La franchise historique des Blades de Boston se voit également déménager après 8 ans d'existence pour renaître sous le nom des Blades de Worcester .
Le 15 novembre 2018 est annoncé le quatrième match des étoiles de la ligue, qui a lieu le 20 janvier 2019 à la Scotiabank Arena des Maple Leafs de Toronto, comme les éditions précédentes. Il est également annoncé que la finale de la Coupe Clarkson a lieu à Toronto, le 24 mars 2019, au Coca-Cola Coliseum, patinoire des Marlies de Toronto . L'Inferno de Calgary remporte la Coupe Clarkson en battant en finale les Canadiennes sur un score de 5 à 2 . Une semaine plus tard, la ligue annonce sa dissolution par l'intermédiaire de son site internet.

## Trophées de la LCHF
Chaque année depuis la création de la ligue se déroule au printemps le Gala des Récompenses (en anglais Awards Gala). C'est l'occasion de remettre aux joueuses certains prix et trophées, listés ci-dessous :
- Le Trophée Angela James qui récompense la joueuse ayant le plus de point en saison régulière
- Le Trophée Chairman, remis à l'équipe première au classement de la saison régulière
- Le Trophée Jayna Hefford, remis pour la joueuse la plus utile de la saison selon le vote des joueuses. Il a été remis pour la première fois en 2015
- Le prix de la Joueuse la plus utile de la LCHF (en anglais CWHL Most Valuable Player), remis selon le vote des entraîneurs et directeurs généraux
- Le prix de la Recrue de l'année (en anglais Rookie of the Year)
- Le prix de la Défenseure de l'année (en anglais Defenseman of the Year)
- Le prix de la Gardienne de l'année (en anglais Goaltender of the Year)
- Le prix de l'Entraineur de l'année (en anglais Coach of the Year)
- Le Trophée Humanitaire (en anglais Humanitarian Award)

Également, la coupe Clarkson est célébrée pour l'équipe ayant remporté les séries éliminatoires.